# Péqui
Caryocar brasiliense
Espèce
Classification APG II (2003)
Le Péqui (Caryocar brasiliense) est une espèce de plantes à fleurs de la famille des Caryocaraceae. C'est un arbre du Brésil.
C'est un grand arbre, avec un tronc de 2 à 5 mètres de circonférence et une hauteur de 15 à 20 mètres.
Il se trouve le plus souvent dans les États brésiliens de Minas Gerais, Goiás, Tocantins et dans le District fédéral.
Le fruit du Pequi est formé de graines rondes et oléagineuses, qui sont entourées par une pulpe. Sa peau est formée par une fine couche d'épines et, en son centre, il contient une amande huileuse de couleur blanche.

## Consommation
Le fruit du Péqui est comestible. Il peut être utilisé en accompagnement du riz, en parfum de glace ... De l'os de ce fruit, 50% d'huile végétale est extraite, qui a une composition chimique appropriée pour la production de biodiesel. 

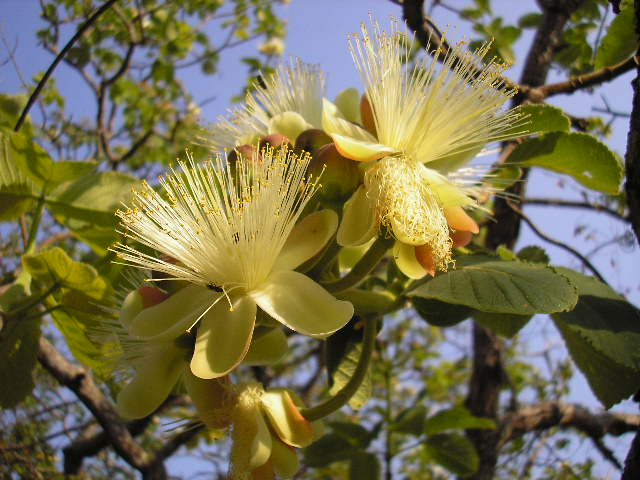
Fleurs et feuilles  de Caryocar brasiliense.
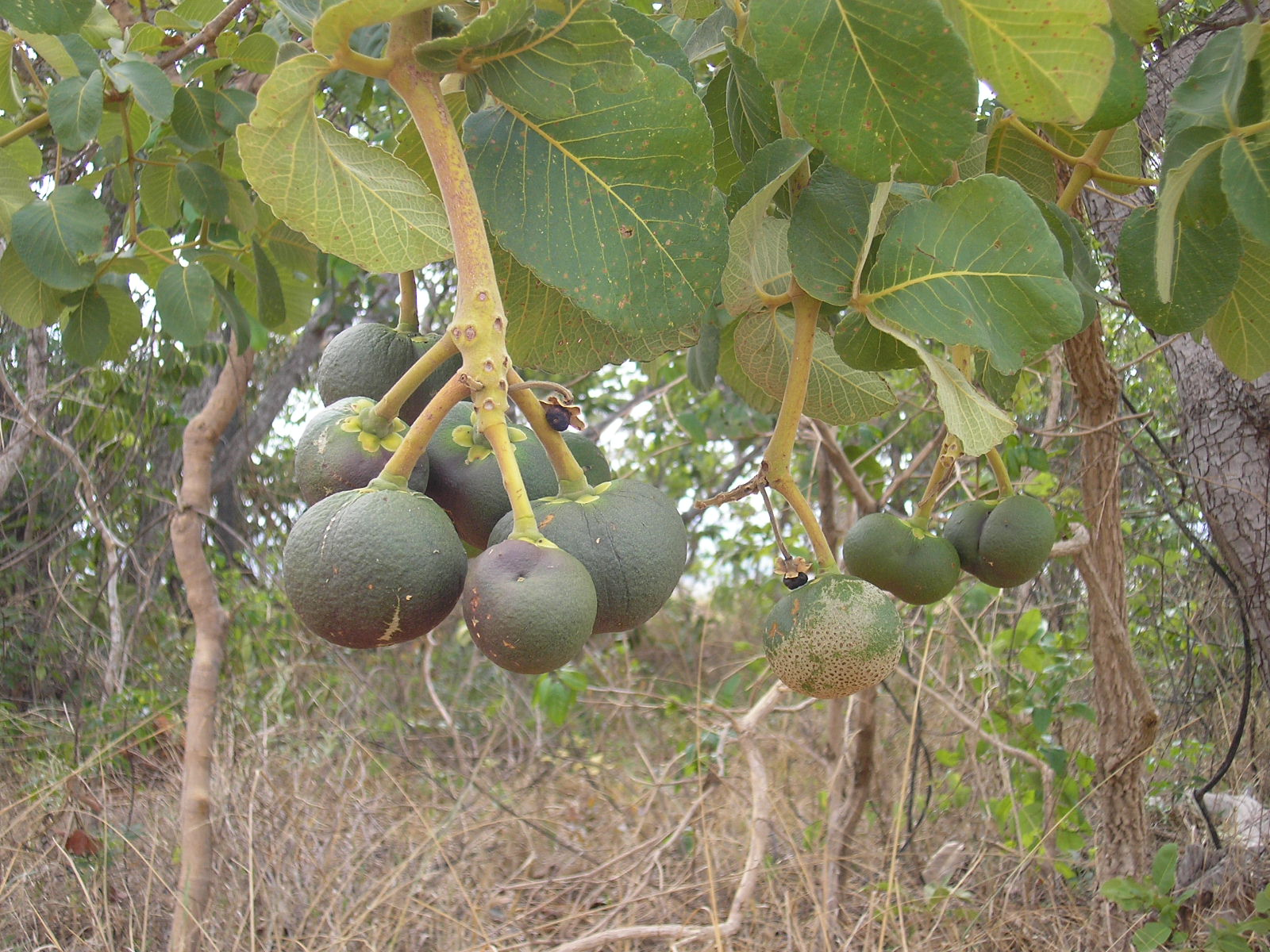
Le fruit sur l'arbre.
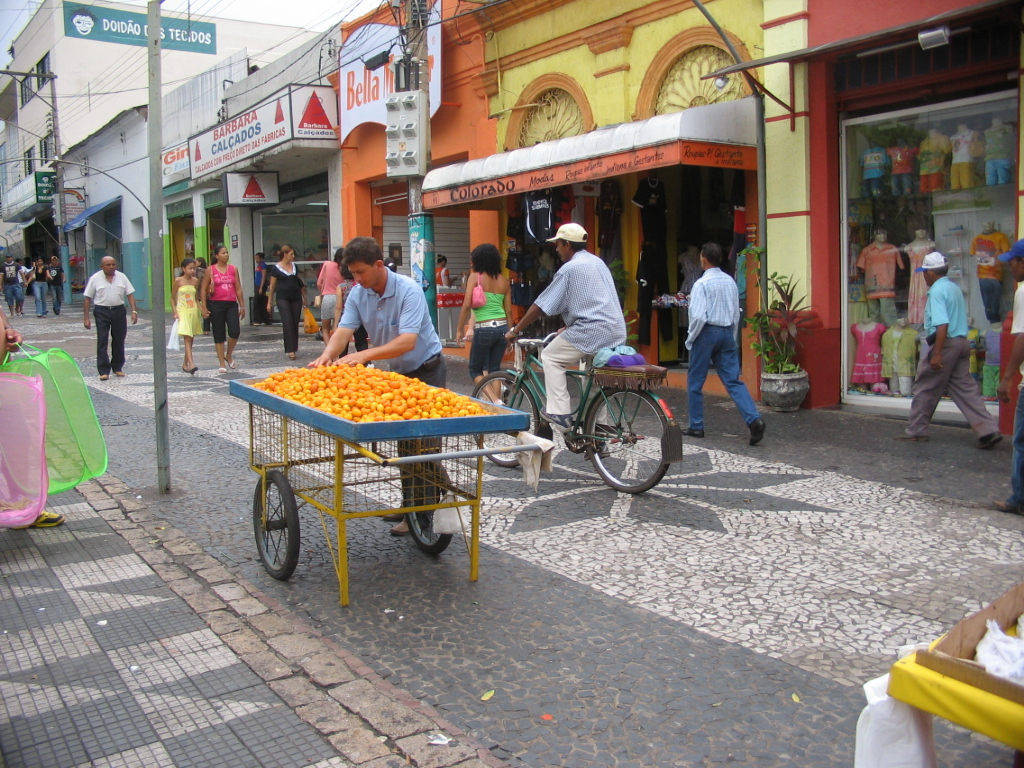
Le fruit à la vente.
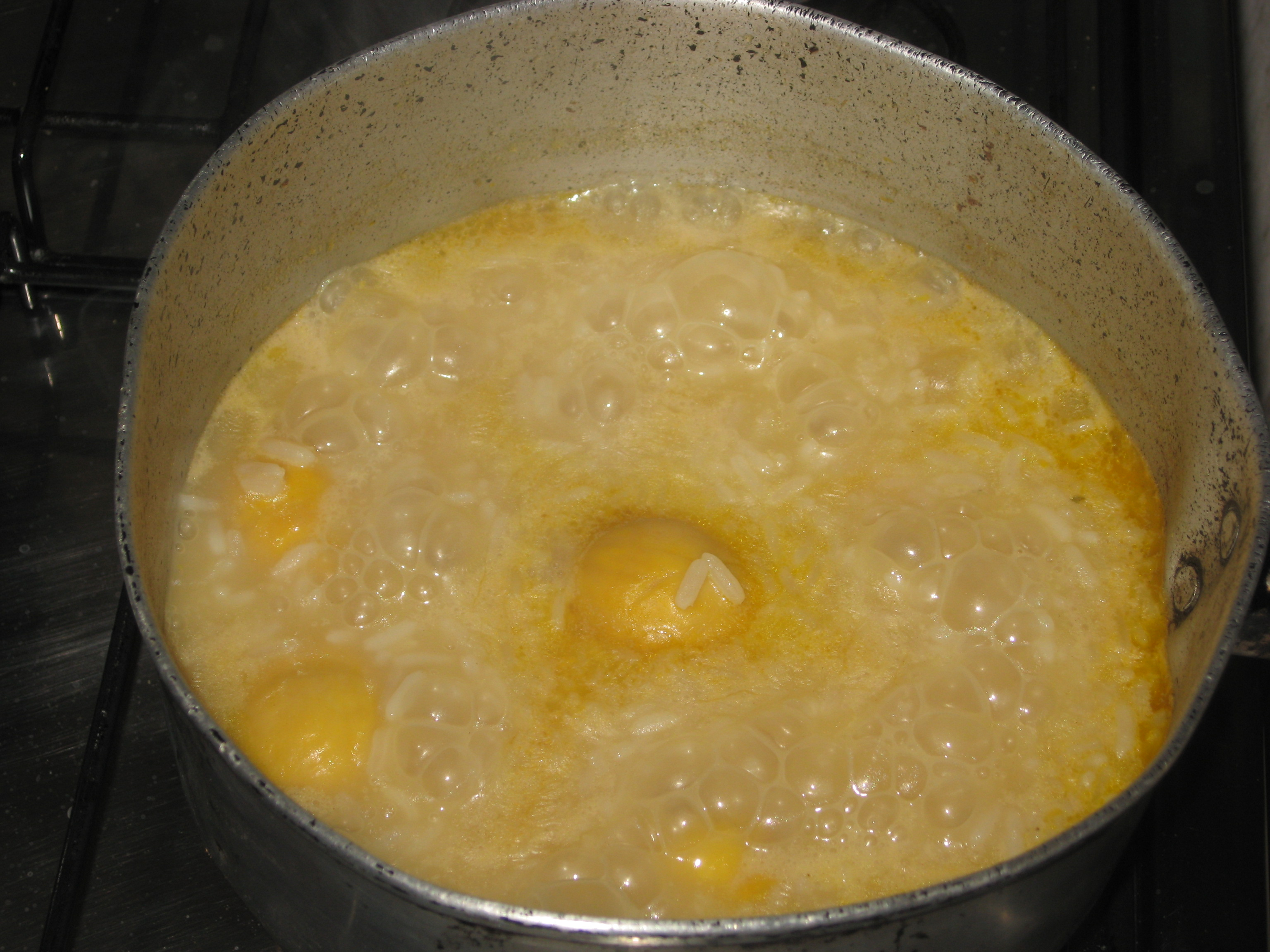
Arroz com pequi (riz aux péquis) brésilien en préparation.